# Manuel Altolaguirre

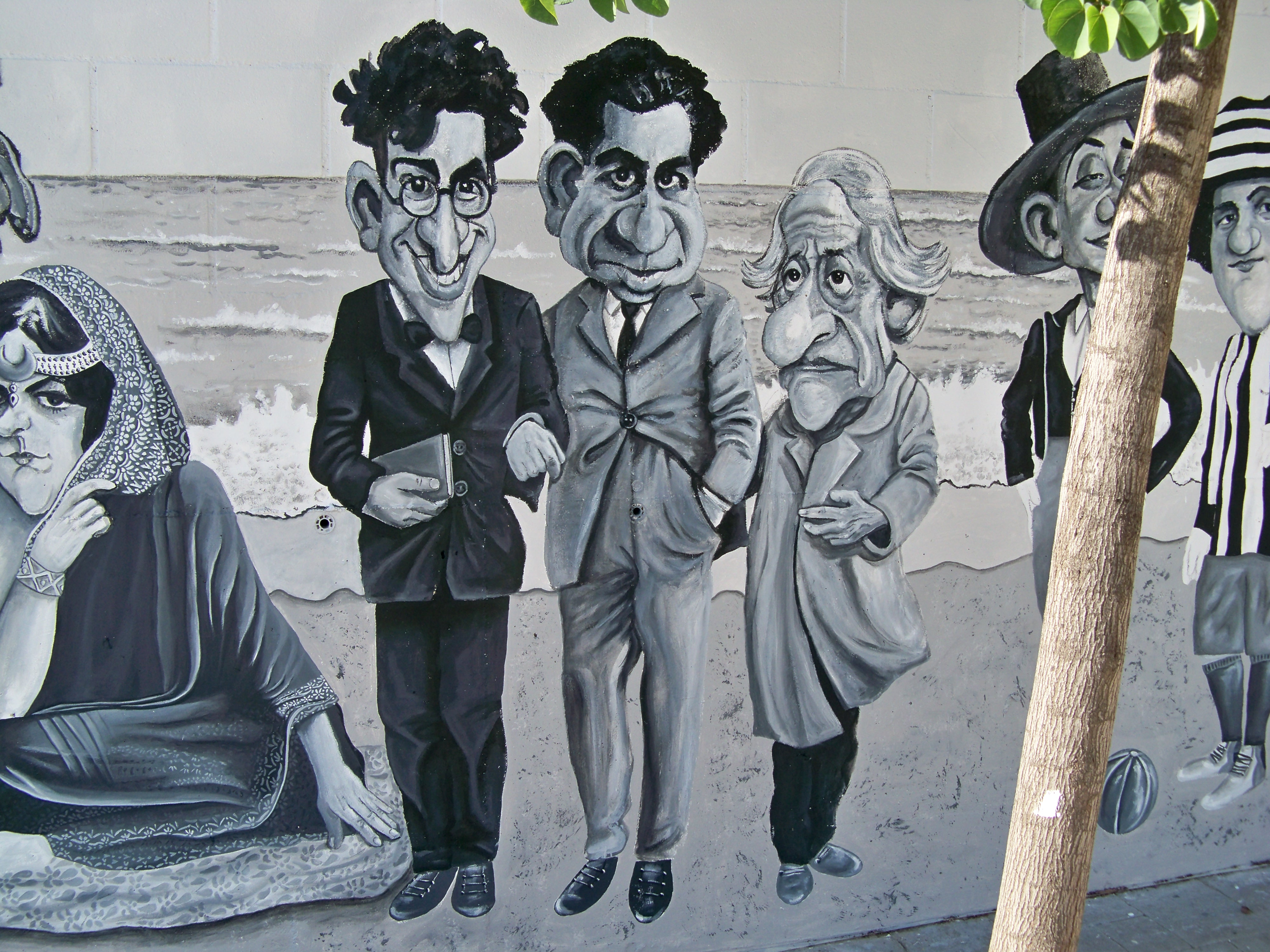
Karikaturen von Emilio Prados, Manuel Altolaguirre und María Zambrano (von links)

Manuel Altolaguirre (* 29. Juni 1905 in Málaga; † 26. Juli 1959 in Burgos) war Gründer der lyrischen Zeitschrift „Ambos“. Er wird zu den Lyrikern der Generación del 27 gezählt. In die Jahre um 1927 fallen die ersten Veröffentlichungen dieser Gruppe.

## Leben
Altolaguirre machte das Abitur am „Colegio de los jesuitas San Estanislao“ in Málaga, um dann Jura an der Universidad de Granada zu studieren, die er ohne Abschluss verließ. Im Spanischen Bürgerkrieg nahm er die republikanische Seite ein, engagierte sich in der Allianz der antifaschistischen Intellektuellen und verließ darum im Februar 1939 Spanien, um sich zuerst in Kuba und schließlich in Mexiko niederzulassen. 1959 kehrte er nach Spanien zurück, um in Córdoba auf dem Filmfestival „Festival de Cine de San Sebastián“ seinen Film „Cantar de los Cantares“, basierend auf der Version von Fray Luis de León, zu präsentieren. Im selben Jahr starb er bei einem Autounfall in Burgos.
In Mitarbeit von José María Hinojosa, José María Souvirón und Emilio Prados war er Co-Direktor der Zeitschrift „Litoral“, Gründer der spanisch-englischen Zeitschrift „1616“ und Editor von Pablo Nerudas Zeitschrift „Caballo Verde para la Poesía“.

## Werke
- Las islas invitadas y otros poemas (1926)
- Ejemplo (1927)
- Soledades juntas (1931)
- La lenta libertad (1936)
- Las islas invitadas (1936)
- Nube temporal (1939)
- Poemas de las islas invitadas (1944)
- Nuevos poemas de las islas invitadas (1946)
- Fin de un amor (1949)
- Poemas en América (1955)

Posthum veröffentlicht:
- Poesías completas (1960); Vida poética (1962), y Poema del agua (1973)